# Gitti Vasicek

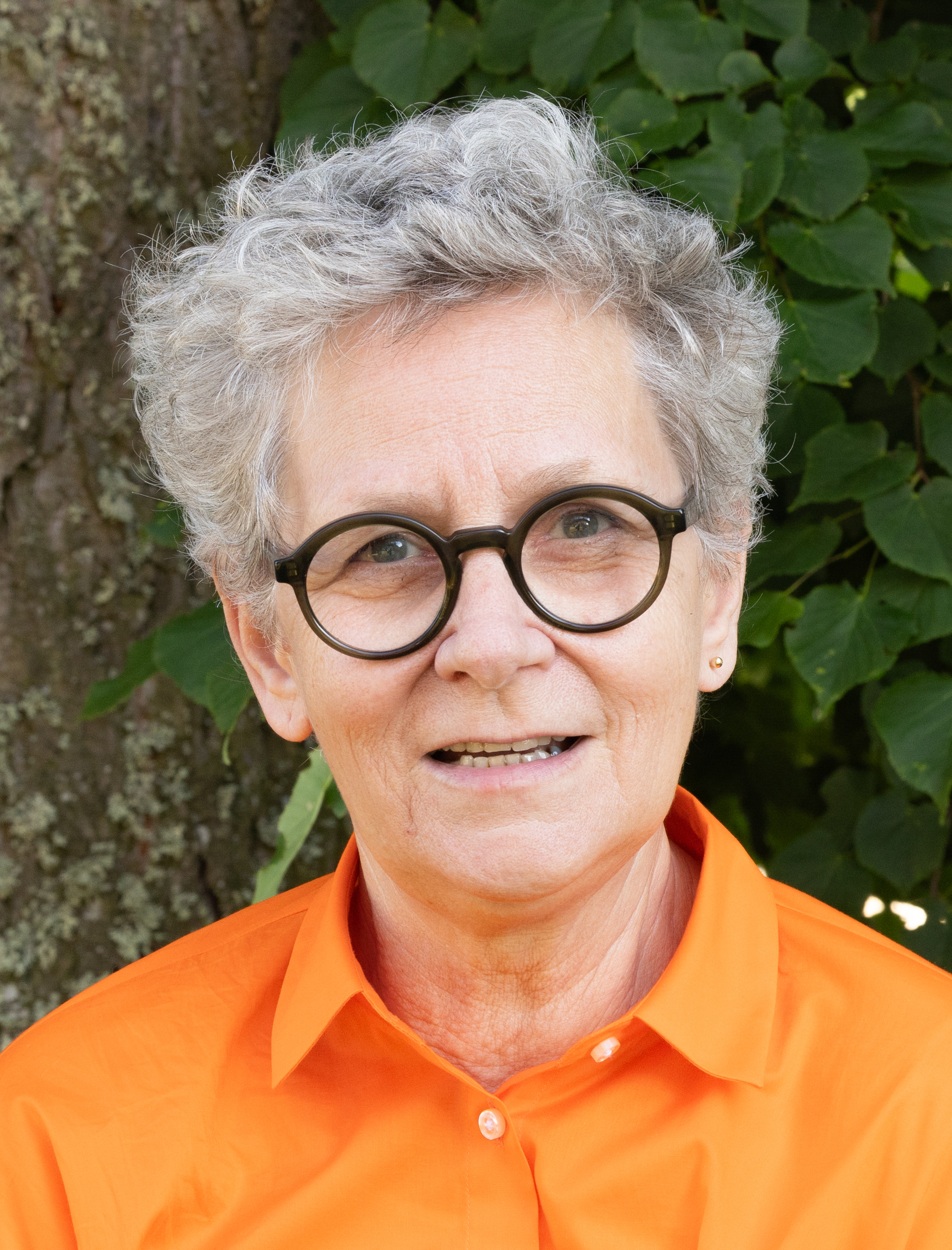
Gitti Vasicek (2023)

Gitti Vasicek (auch Brigitte Vasicek; * 15. Juni 1959 in Wien) ist eine österreichische Künstlerin, Aktivistin und Feministin.

## Leben
Nach Abschluss einer Tapisserie-Lehre studierte Gitti Vasicek von 1984 bis 1990 an der Hochschule für künstlerische und industrielle Gestaltung in Linz in der Meisterklasse für Visuelle Gestaltung bei Laurids Ortner. 1987 bis 1993 war sie bei der Ars Electronica als Produktionsleiterin tätig. Danach arbeitete sie für das Festival der Regionen als Kuratorin im Bereich Bildende Kunst und in der Festivalorganisation. Von 1993 bis 2005 war Vasicek Vorstandsmitglied der Stadtwerkstatt Linz. 2005 habilitierte sie an der Kunstuniversität Linz mit der Arbeit meatspace, einem virtual reality job project – zum Thema Chancengleichheit am Arbeitsplatz. Vasicek ist Professorin für Zeitbasierte Medien an der Kunstuniversität Linz. Im Herbst 2021 wurde sie zur Vizerektorin gewählt. Die Kunstschaffende kuratiert und initiiert Ausstellungen und Festivals. Seit 2013 ist sie für die Formatentwicklung der frauenpolitischen Initiative Feminismus und Krawall, die 2014 mit dem Frauenpreis der Stadt Linz ausgezeichnet wurde, mitverantwortlich.
2018 wurde Vasicek mit dem Käthe-Leichter-Preis für Frauenforschung, Geschlechterforschung und Gleichstellung in der Arbeitswelt ausgezeichnet, 2022 erhielt sie das Kulturehrenzeichen des Landes Oberösterreich in Silber und 2024 den Kunstwürdigungspreis der Stadt Linz. Vasicek ist im Vorstand des Vereins Fiftitu% - Vernetzungsstelle für Frauen in Kunst und Kultur in OÖ tätig.
Die Künstlerin ist Mitglied der Österreichischen Universitätenkonferenz.
Gitti Vasicek lebt und arbeitet in Linz. Sie ist Mutter von drei Kindern.

## Projekte (Auswahl)
- 1987–1992 Festival Ars Electronica, Linz, Produktionsleitung
- 1990 Zwischen Intimitäten und radikaler Entblößung, Videofestival QUERSPUR[8], Linz
- 1993 Festival der Regionen, Kuratorentätigkeit
- 2000 Social Club, Produktion der Stadtwerkstatt (Gabriele Kepplinger, Markus Seidl, Elfi Sonnberger, Gitti Vasicek) zur Ars Electronica NEXT SEX[9]
- 2005 Scratch-Techniken und ihre spezifische Bedeutung im Filmschaffen von Frauen, gemeinsam mit Gabriele Kepplinger
- 2007 Ist Kunst käuflich?, Wien
- 2008 Television in Artist Hand´s, Inputlecture, Salzburg
- 2008 Nah-sehn Fern-sehn, Konferenz und televisuelle Kunst, Linz
- 2010 Visualisiertes Orchesterkonzert mit den Studierenden der Zeitbasierten- und Interaktivenmedien, Brucknerhaus Linz
- seit 2013 Feminismus und Krawall, aktiv für Formatentwicklung mitverantwortlich
- seit 2015 MORE, Flüchtlingsinitiative der Universitäten[10], Koordination
- seit 2015 Kulturzentrum Stadtwerkstatt, Vorsitzende, Linz
- 2015 Civil Media Award 2015 - TV TV TV, Gesprächsperformance
- 2018 Secrets, Stadtausflüge zu verborgenen Geschichten, Performanceformat-Entwicklung mit den Fabrikanten[11][12], Linz
- 2020 Linzer Klangwolke, Sounding Linz, gemeinsam mit Peter Androsch, Sam Auinger und Wolfgang Dorninger[13][14][15], Linz

## Jurytätigkeit (Auswahl)
- 2005 Tricky Women International Animation Filmfestival, Wien
- 2008 BMUKK, Jurytätigkeit Frauenkulturpreis[16]
- 2008–2024 Marianne-von-Willemer-Preis
- 2010 Outstanding Artist Award (Österreich) - Frauenkultur 2010
- 2010 Media Award Salzburg, Salzburger Landespreis für Medienkunst
- 2011–2016 Oval Office, ein performatives, queeres Vortragsformat - für den Bereich Medien, Kreativwirtschaft, Wirtschaftsagentur Wien
- 2016–2018 Jurytätigkeit für den Bereich Medien, creativ Wirtschaft Wien
- 2017 Energie AG Oberösterreich
- 2018–2019 HEIMAT an den oberösterreichischen Schulen

## Auszeichnungen
- 1999 Würdigungspreis des Landes Oberösterreich für Zeit-Mythos, Phantom, Realität
- 2018 Käthe-Leichter-Preis[17][18]
- 2022 Kulturehrenzeichen des Landes Oberösterreich in Silber
- 2024 Kunstwürdigungspreis der Stadt Linz, für den Bereich Design, neue Medien und Kommunikation[19]